# Distretto di Cuchumbaya
Il distretto di Cuchumbaya è uno dei sei distretti della provincia di Mariscal Nieto, in Perù. Si trova nella regione di Moquegua e si estende su una superficie di 67,58 chilometri quadrati.
Istituito il 31 gennaio 1944, ha per capitale la città di Cuchumbaya.